# نادي شباب البيضاء
نادي شباب البيضاء هو نادي كرة قدم يمني من مدينة البيضاء. تم تأسيس الفريق عام 1963.